# NGC 2340
NGC 2340 é uma galáxia elíptica (E) localizada na direcção da constelação de Lynx. Possui uma declinação de +50° 10' 29" e uma ascensão recta de 7 horas, 11 minutos e 10,7 segundos.
A galáxia NGC 2340 foi descoberta em 9 de Fevereiro de 1788 por William Herschel.